# Nederlandse kampioenschappen atletiek 1978
In 1978 werden de Nederlandse kampioenschappen atletiek gehouden op 4, 5 en 6 augustus in het Atletiekcentrum Stadspark Groningen. De organisatie lag in handen van de atletiekverenigingen ARGO ’77 en GVAV-Rapiditas.
De gloednieuwe kunststofbaan, een feestelijke aankleding, een grote deelname en een bevredigende publieke belangstelling konden niet voorkomen, dat er zich prestatief nauwelijks positieve uitschieters voordeden. Anderzijds werd het kampioenschap ontsierd door enkele conflictsituaties en protestacties.

## Uitslagen

### 100 m
| rang   | atleet             | prestatie |
| ------ | ------------------ | --------- |
| Goud   | Raymond Heerenveen | 10,82 s   |
| Zilver | Humphrey Joseph    | 10,90 s   |
| Brons  | Ron van Wilgen     | 11,07 s   |

| rang   | atlete        | prestatie |
| ------ | ------------- | --------- |
| Goud   | Elly Henzen   | 11,99 s   |
| Zilver | Martha Derby  | 12,18 s   |
| Brons  | Tilly Verhoef | 12,20 s   |

### 200 m
| rang   | atleet             | prestatie |
| ------ | ------------------ | --------- |
| Goud   | Raymond Heerenveen | 21,79 s   |
| Zilver | Humphrey Joseph    | 22,24 s   |
| Brons  | Ben Callemeyn      | 22,30 s   |

| rang   | atlete          | prestatie |
| ------ | --------------- | --------- |
| Goud   | Elly Henzen     | 23,93 s   |
| Zilver | Connie Vermazen | 24,66 s   |
| Brons  | Wilma Hillen    | 24,75 s   |

### 400 m
| rang   | atleet            | prestatie |
| ------ | ----------------- | --------- |
| Goud   | Koen Gijsbers     | 47,08 s   |
| Zilver | Hugo Pont         | 47,97 s   |
| Brons  | Ronaldo Mercelina | 48,14 s   |

| rang   | atlete           | prestatie |
| ------ | ---------------- | --------- |
| Goud   | Truus van Amstel | 54,46 s   |
| Zilver | Cobi Körmeling   | 54,67 s   |
| Brons  | Liliane Mandema  | 54,91 s   |

### 800 m
| rang   | atleet         | prestatie |
| ------ | -------------- | --------- |
| Goud   | Arno Körmeling | 1.51,2    |
| Zilver | Rik Snoep      | 1.53,4    |
| Brons  | Wim Miltenburg | 1.53,8    |

| rang   | atlete          | prestatie |
| ------ | --------------- | --------- |
| Goud   | Elly van Hulst  | 2.03,8    |
| Zilver | Olga Commandeur | 2.04,8    |
| Brons  | Fieke Kamps     | 2.07,2    |

### 1500 m
| rang   | atleet         | prestatie |
| ------ | -------------- | --------- |
| Goud   | Cor Louws      | 3.48,7    |
| Zilver | Wybo Lelieveld | 3.49,1    |
| Brons  | Rik Snoep      | 3.49,4    |

| rang   | atlete         | prestatie |
| ------ | -------------- | --------- |
| Goud   | Tineke Kluft   | 4.17,1    |
| Zilver | Elly van Hulst | 4.26,3    |
| Brons  | Marga Wiegman  | 4.27,0    |

### 5000 m/3000 m
| rang   | atleet          | prestatie |
| ------ | --------------- | --------- |
| Goud   | Klaas Lok       | 13.49,1   |
| Zilver | Bram Wassenaar  | 13.50,7   |
| Brons  | Ton Luttinkhold | 14.00,6   |

| rang   | atlete             | prestatie |
| ------ | ------------------ | --------- |
| Goud   | Tineke Kluft       | 9.17,2    |
| Zilver | Carla Beurskens    | 9.28,7    |
| Brons  | Annie van Stiphout | 9.34,7    |

### 10.000 m
| rang   | atleet         | prestatie |
| ------ | -------------- | --------- |
| Goud   | Jos Hermens    | 27.50,5   |
| Zilver | Gerard Tebroke | 27.52,8   |
| Brons  | Piet Vonck     | 29.03,0   |

### 110 m horden/100 m horden
| rang   | atleet             | prestatie |
| ------ | ------------------ | --------- |
| Goud   | Jan Willem Boogman | 14,94 s   |
| Zilver | Freddy Burgoss     | 14,97 s   |
| Brons  | Wilko Visser       | 15,23 s   |

| rang   | atlete         | prestatie |
| ------ | -------------- | --------- |
| Goud   | Sylvia Barlag  | 14,59 s   |
| Zilver | Tineke Hidding | 14,80 s   |
| Brons  | Joan Keyser    | 15,00 s   |

### 200 m horden
| rang   | atleet             | prestatie |
| ------ | ------------------ | --------- |
| Goud   | Harry Schulting    | 23,85 s   |
| Zilver | Eltjo Schutter     | 24,44 s   |
| Brons  | Jan Willem Boogman | 25,10 s   |

### 400 m horden
| rang   | atleet             | prestatie |
| ------ | ------------------ | --------- |
| Goud   | Hugo Pont          | 52,17 s   |
| Zilver | Jan Willem Boogman | 52,36 s   |
| Brons  | John Wellerdieck   | 54,83 s   |

| rang   | atlete         | prestatie |
| ------ | -------------- | --------- |
| Goud   | Wilma Hillen   | 59,40 s   |
| Zilver | Leny Jansen    | 59,50 s   |
| Brons  | Cobi Körmeling | 61,64 s   |

### 3000 m steeple
| rang   | atleet               | prestatie |
| ------ | -------------------- | --------- |
| Goud   | Hans Koeleman        | 8.50,8    |
| Zilver | Evert van Ravensberg | 8.53,3    |
| Brons  | Steef Kijne          | 9.01,4    |

### 20 km snelwandelen
| rang   | atleet               | prestatie |
| ------ | -------------------- | --------- |
| Goud   | Tjabel Ras           | 1:40.09,2 |
| Zilver | Nico Schroten        | 1:41.00,4 |
| Brons  | Frank van Ravensberg | 1:42.51,4 |

### Verspringen
| rang   | atleet         | prestatie |
| ------ | -------------- | --------- |
| Goud   | Ron van Wilgen | 7,38 m    |
| Zilver | Ed Trumpet     | 7,38 m    |
| Brons  | Roy Sedoc      | 7,37 m    |

| rang   | atlete          | prestatie |
| ------ | --------------- | --------- |
| Goud   | Connie Vermazen | 6,14 m    |
| Zilver | Sylvia Barlag   | 6,09 m    |
| Brons  | Tineke Hidding  | 6,06 m    |

### Hink-stap-springen
| rang   | atleet            | prestatie |
| ------ | ----------------- | --------- |
| Goud   | Roy Sedoc         | 15,44 m   |
| Zilver | Peter van Leeuwen | 14,95 m   |
| Brons  | Wilko Visser      | 14,55 m   |

### Hoogspringen
| rang   | atleet          | prestatie |
| ------ | --------------- | --------- |
| Goud   | Ruud Wielart    | 2,08 m    |
| Zilver | Kees Verspaget  | 2,05 m    |
| Brons  | Eric Rollenberg | 2,05 m    |

| rang   | atlete          | prestatie |
| ------ | --------------- | --------- |
| Goud   | Mirjam van Laar | 1,80 m    |
| Zilver | Sylvia Barlag   | 1,75 m    |
| Brons  | Els Stolk       | 1,70 m    |

### Polsstokhoogspringen
| rang   | atleet            | prestatie |
| ------ | ----------------- | --------- |
| Goud   | Eltjo Schutter    | 4,84 m    |
| Zilver | Pim Göbel         | 4,80 m    |
| Brons  | Frans van der Ham | 4,70 m    |

### Kogelstoten
| rang   | atleet      | prestatie |
| ------ | ----------- | --------- |
| Goud   | Sjaak Ruhl  | 16,37 m   |
| Zilver | Harm Hummel | 15,83 m   |
| Brons  | Rob Hermans | 15,76 m   |

| rang   | atlete         | prestatie |
| ------ | -------------- | --------- |
| Goud   | Jennifer Smit  | 14,33 m   |
| Zilver | Betty Bogers   | 13,99 m   |
| Brons  | Tine Schenkels | 13,43 m   |

### Discuswerpen
| rang   | atleet        | prestatie |
| ------ | ------------- | --------- |
| Goud   | Harry Zitzen  | 50,62 m   |
| Zilver | Rob Hermans   | 49,80 m   |
| Brons  | Nico Kriatkow | 47,72 m   |

| rang   | atlete       | prestatie |
| ------ | ------------ | --------- |
| Goud   | Bea Wiarda   | 52,40 m   |
| Zilver | Ria Stalman  | 50,52 m   |
| Brons  | Betty Bogers | 48,74 m   |

### Speerwerpen
| rang   | atleet           | prestatie |
| ------ | ---------------- | --------- |
| Goud   | Dirk Kooreman    | 62,72 m   |
| Zilver | Johan Nieskens   | 60,80 m   |
| Brons  | Nico Hellendoorn | 60,14 m   |

| rang   | atlete                 | prestatie |
| ------ | ---------------------- | --------- |
| Goud   | Lida Berkhout          | 56,30 m   |
| Zilver | Elly van Beuzekom-Lute | 55,14 m   |
| Brons  | Lenny Vos              | 44,30 m   |

### Kogelslingeren
| rang   | atleet           | prestatie |
| ------ | ---------------- | --------- |
| Goud   | Wil van Uythoven | 54,20 m   |
| Zilver | Frank Eilander   | 50,44 m   |
| Brons  | Arthur Mulder    | 49,38 m   |

1904 · 
1908 · 
1909 · 
1910 · 
1911 · 
1912 · 
1913 · 
1914 · 
1915 · 
1917 · 
1918 · 
1919 · 
1920 · 
1921 · 
1922 · 
1923 · 
1924 · 
1925 · 
1926 · 
1927 · 
1928 · 
1929 · 
1930 · 
1931 · 
1932 · 
1933 · 
1934 · 
1935 · 
1936 · 
1937 · 
1938 · 
1939 · 
1940 · 
1941 · 
1942 · 
1943 · 
1944 · 
1946 · 
1947 · 
1948 · 
1949 · 
1950 · 
1951 · 
1952 · 
1953 · 
1954 · 
1955 · 
1956 · 
1957 · 
1958 · 
1959 · 
1960 · 
1961 · 
1962 · 
1963 · 
1964 · 
1965 · 
1966 · 
1967 · 
1968 · 
1969 · 
1970 · 
1971 · 
1972 · 
1973 · 
1974 · 
1975 · 
1976 · 
1977 · 
1978 · 
1979 · 
1980 · 
1981 · 
1982 · 
1983 · 
1984 · 
1985 · 
1986 · 
1987 · 
1988 · 
1989 · 
1990 · 
1991 · 
1992 · 
1993 · 
1994 · 
1995 · 
1996 · 
1997 · 
1998 · 
1999 · 
2000 · 
2001 · 
2002 · 
2003 · 
2004 · 
2005 · 
2006 · 
2007 · 
2008 · 
2009 · 
2010 · 
2011 · 
2012 · 
2013 · 
2014 · 
2015 · 
2016 ·
2017 ·
2018 ·
2019 ·
2020 ·
2021 ·
2022 ·
2023 ·
2024 ·
2025